# Harold Hurley
Harold Anthony Hurley, Boat Hurley (Stratford, Ontario, 1929. november 16. – Kitchener, Ontario, 2017. augusztus 29.) olimpiai ezüstérmes kanadai jégkorongozó, kapus.

## Pályafutása
Az 1960-as Squaw Valley-i olimpián ezüstérmes lett a kanadai válogatottal.

## Sikerei, díjai
- Olimpiai játékok
  - ezüstérmes: 1960, Squaw Valley